# Syngnathus springeri
 Syngnathus springeri es una especie de pez de la familia Syngnathidae en el orden de los Syngnathiformes.

## Morfología
Los machos pueden alcanzar 38 cm de longitud total.

## Reproducción
Es ovovivíparo y el macho transporta los huevos en una bolsa ventral, la cual se encuentra debajo de la cola.

## Hábitat
Es un pez de mar y de clima subtropical y asociado a los arrecifes de coral que vive entre 18-127 m de profundidad.

## Distribución geográfica
Se encuentra desde el Canadá hasta Carolina del Norte, las Bahamas, el noreste del Golfo de México y Panamá.